# Marcia Servilia Sorana
Marcia Servilia Sorana, meglio conosciuta semplicemente come Servilia (in latino Marcia Servilia Sorana; 46 ca. – 66), è stata una nobildonna romana.

## Origini familiari
Servilia era figlia di Quinto Marcio Barea Sorano, console suffetto nel 52 e proconsole d'Asia, e di una moglie sconosciuta. Suo nonno paterno era il senatore Quinto Marcio Barea, console suffetto nel 26. Suo zio era Quinto Marcio Barea Sura, amico del futuro imperatore Vespasiano, e quindi sue cugine erano Marcia, madre del futuro imperatore Traiano, e Marcia Furnilla, seconda moglie del futuro imperatore Tito. Secondo alcuni anche Marcia Furnilla, che abbiamo detto essere la cugina di Servilia, potrebbe essere in realtà una sua sorella minore.

## Biografia
Servilia nacque intorno al 46 e sposò il senatore Gaio Annio Pollione, accusato di lesa maestà e mandato in esilio. Nel 66, durante l'ingiusto processo contro il padre, venne accusata anche lei di aver pagato dei Magi, ma la sua difesa fu che i riti erano finalizzati ad accrescere la sicurezza del padre e dello stesso imperatore Nerone. Allora Sorano chiese che la figlia venisse risparmiata perché non era colpevole né di aver rapporti con Plauto né di essere al corrente dei misfatti del marito. Entrambi vennero però condannati e poterono scegliersi il tipo di morte.

## Curiosità
Il processo di Servilia ha ispirato il dramma di Lev Mej, Servilia, a sua volta soggetto dell'omonima opera in cinque atti di Rimskij-Korsakov Servilia.